# Харченко, Василий Михайлович
Василий Михайлович Харченко (1864—1909) — купец II гильдии, в 1898—1902 гг. городской голова г. Енисейска, потомственный почётный гражданин.

## Биография
По воспоминаниям современников, личностью был незаурядной: «…не обладал солидным капиталом…,
но с ним считались, и побаивались его такие тузы, которые располагали чуть не миллионами…». Выбился из мастеровых в купцы II гильдии.
Имел винокуренное производство. В 1880 г. построил завод («Васильевский № 25»), на котором в разное время работало от 40 до 170 человек, и оборот достигал 150—170 тыс. рублей.
Также занимался 
золотодобычей, и к 1890 г. входил в число крупнейших золотопромышленников Енисейской губернии. Вел разработку золота в том числе на Афанасьевском прииске.
В 1898—1902 гг. В. М. Харченко был избран городским головой г. Енисейска. По его инициативе в городе было построено здание женской гимназии (архитектор Ю. Ю. Бенуа) и Общественного собрания. В здании Общественного собрания постоянно размещался народный театр г. Енисейска.
В 1893—1894 гг. — староста Успенского собора г. Енисейска
Являлся почётным блюстителем одного из старейших в губернии Казачинского начального училища и членом попечительского совета женской гимназии. За благотворительность и общественную деятельность был награждён орденами и медалью.

## Брак и дети
Был дважды женат. Отец пяти сыновей и шести дочерей. Вторая супруга — Конкордия (Тереза) Николаевна Ястржембская (1857—1919) после смерти В. М. Харченко оставалась попечительницей Енисейской женской гимназии.
Дети от первого брака: Василий, Михаил, Хрисия. 
Дети от второго брака: Маргарита (1879—1955), Зоя (1880—1940), Конкордия (1882—1947), Николай (1887—1945), Эмилия (1889—1976), Леонид (1893—1937), Борис (1895—1937) и Милица (1899—1963).
Сыновья Леонид и Борис были осуждены Тройкой при УНКВД Красноярского края и расстреляны в декабре 1937 г.